# Pacific (Washington)
Pacific az Amerikai Egyesült Államok északnyugati részén, Washington állam King és Pierce megyéiben elhelyezkedő város. A 2010. évi népszámlálási adatok alapján 6606 lakosa van.

## Történet
A települést hivatalosan 1906-ban alapította meg Clarence Dayton Hillman ingatlanügynök. Az 1906-ban megnyílt posta vezetője Alfred R. Weaver lett. Pacific 1909. augusztus 10-én kapott városi rangot.
A Fehér folyó mentén az 1880-as években komlót termesztettek, azonban az 1891-ben megjelenő tetvek a teljes termést megsemmisítették, így a gazdálkodók később burgonya és egyéb zöldségek, valamint gyümölcsök termesztésével foglalkoztak.
A Puget Sound Electric Railway Seattle és Tacoma közti vasútvonala 1902. szeptember 25. és 1928. december 30. között üzemelt. A vasúti átjárók túl halk jelzése miatt a városban két éven belül kettő baleset is történt, mivel az áthaladó jármű vezetője nem észlelte a vonatot.
Az 1970-es években elkészült a csatornahálózat, azonban ezzel együtt az adók is emelkedtek, amit a gazdálkodók nem tudtak fizetni. A Pacific Community Center több mint háromszáz önkéntesével egészségügyi és társadalmi segítséget kínál.
Az 1980-as években számos közbiztonságnövelő programot tartottak a városban.

### A 2009-es áradás
A hadsereg 2009. január 8-án a közeli gát tehermentesítése érdekében annak vizét a Fehér folyóba engedte. A hirtelen lezúduló nagy mennyiségű víz Pacificben áradást okozott, amiről csak néhányan értesültek; közöttük volt Jerry Miller, a Moby Grape tagja, aki mindenét elvesztette.

## Éghajlat
| Hónap                         | Jan.  | Feb.  | Már.  | Ápr. | Máj.  | Jún. | Júl. | Aug. | Szep. | Okt. | Nov.  | Dec.  | Év    |
| ----------------------------- | ----- | ----- | ----- | ---- | ----- | ---- | ---- | ---- | ----- | ---- | ----- | ----- | ----- |
| Rekord max. hőmérséklet (°C)  | 19,4  | 20,6  | 27,2  | 32,2 | 33,3  | 38,3 | 37,2 | 37,2 | 36,1  | 29,4 | 21,7  | 19,4  | 38,3  |
| Átlagos max. hőmérséklet (°C) | 8,3   | 10,6  | 12,8  | 16,1 | 19,4  | 22,2 | 25,6 | 25,6 | 22,8  | 16,7 | 11,1  | 7,8   | 16,6  |
| Átlagos min. hőmérséklet (°C) | 0,6   | 1,1   | 2,8   | 3,9  | 6,7   | 9,4  | 11,1 | 11,1 | 8,3   | 5,6  | 2,8   | 0,6   | 5,4   |
| Rekord min. hőmérséklet (°C)  | −19,4 | −17,2 | −17,2 | −6,1 | −10,0 | 0,6  | 2,8  | 0,6  | −2,2  | −6,7 | −18,0 | −18,0 | −19,4 |
| Átl. csapadékmennyiség (mm)   | 140   | 123   | 107   | 78   | 54    | 46   | 22   | 29   | 43    | 83   | 155   | 151   | 1031  |
| Forrás: The Weather Channel   |       |       |       |      |       |      |      |      |       |      |       |       |       |

## Népesség
A 2010-es népszámláláskor a városnak 6606 lakója, 2269 háztartása és 1605 családja volt. A népsűrűség 1053,6 fő/km2. A lakóegységek száma 2422, sűrűségük 386,3 db/km2. A lakosok 69,2%-a fehér, 3,1%-a afroamerikai, 1,9%-a indián, 9%-a ázsiai, 1,8%-a a Csendes-óceáni szigetekről származik, 8,5%-a egyéb, 6,4%-a pedig kettő vagy több etnikumú. A spanyol vagy latino származásúak aránya 15,1% (   )
A háztartások 43%-ában élt 18 évnél fiatalabb. 46,5% házas, 15% egyedülálló nő, 9,2% egyedülálló férfi, 29,3% pedig nem család. 20,9% egyedül élt; 5,5%-uk 65 éves vagy idősebb. Egy háztartásban átlagosan 2,88 személy élt; a családok átlagmérete 3,32 fő.
A medián életkor 32,8 év volt. A város lakóinak 28,1%-a 18 évesnél fiatalabb, 10,1% 18 és 24 év közötti, 28,7%-uk 25 és 44 év közötti, 25,7%-uk 45 és 64 év közötti, 7,2%-uk pedig 65 éves vagy idősebb. A lakosok 50%-a férfi, 50%-a pedig nő.